# Флаг ливов
Флаг ливов (национальный флаг ливов) — полотнище, состоящее из трёх горизонтальных полос: зелёного, белого и синего цветов. Полосы имеют пропорции 2:1:2, такие же, как и у флага Латвии.
Флаг ливов был принят 2 марта 1923 года на первом съезде Союза ливов. Поднятый впервые на ливском фестивале 18 ноября 1923, зелёно-бело-синий флаг был разработан, чтобы отразить жизнь и мир этого народа рыбаков. По легенде флаг описывает взгляд стоящего в море рыбака на сушу: рыбак видит море, песчаный берег и лежащий за ним лес. Таким образом синий цвет олицетворяет море, белый — морской берег, а зелёный — лес.